# Pristomyrmex longispinus
Pristomyrmex longispinus é uma espécie de formiga do gênero Pristomyrmex, pertencente à subfamília Myrmicinae.